# 奥内斯-拉阿里
奥内斯-拉阿里（法語：Onesse-Laharie，法語發音：[ɔnɛs la.aʁi]）是法国朗德省的一个市镇，属于蒙德马桑区。该市镇于1833年由原市镇奥内斯（Onesse）和拉阿里（Laharie）合并而成。

## 地理
奥内斯-拉阿里（44°3'41"N, 1°4'9"W）面积132.13 平方千米，位于法国新阿基坦大区朗德省，该省份为法国西南部沿海省份，是法國本土面积第二大的省，北起吉倫特省，西临大西洋，南至大西洋比利牛斯省，东临热尔省，东北与洛特-加龍省接壤。
与奥内斯-拉阿里接壤的市镇（或旧市镇、城区）包括：埃斯库尔斯、莱斯珀龙、梅佐斯、索尔费里诺、新莫尔桑克斯、里永德朗德。

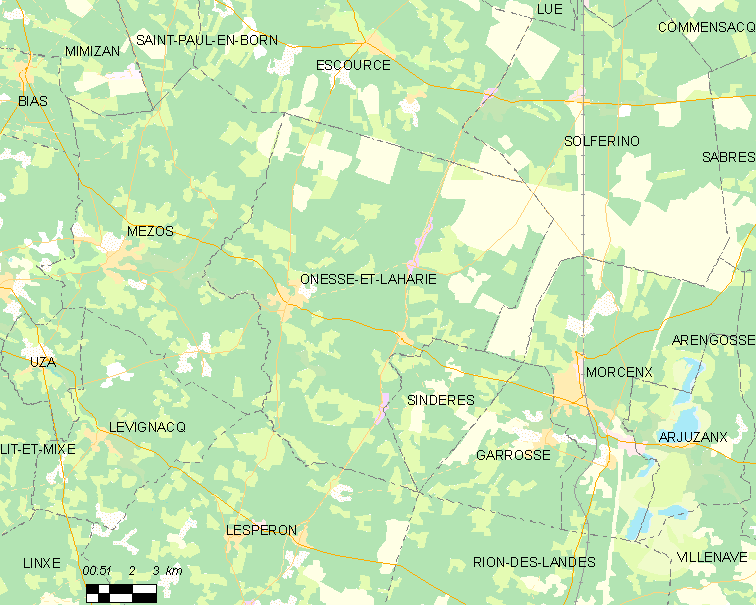
奥内斯-拉阿里的OSM定位图

奥内斯-拉阿里的时区为UTC+01:00、UTC+02:00（夏令时）。

## 行政
奥内斯-拉阿里的邮政编码为40110，INSEE市镇编码为40210。

## 政治
奥内斯-拉阿里所属的省级选区为莫尔桑克斯-塔尔塔斯地区县。

## 人口

1962-2008年间奥内斯-拉阿里人口变化图示

奥内斯-拉阿里于2022年1月1日时的人口数量为1057人。